# Трансформърс: Земна искра
„Трансформърс: Земна искра“ (на английски: Transformers: EarthSpark) е американско компютърно анимиран сериал, базиран на поредицата играчки „Трансформърс“ от Hasbro и Takara Tomy и е разработен от Дейл Малиновски, Ант Уорд и Никол Дюбук за стрийминг услугата Paramount+ и каналът Nickelodeon. Сериалът е притежаван и разпространен от Hasbro, и е копродукция между Entertainment One и Nickelodeon Animation Studio, а анимационните услуги са осигурени от Icon Creative Studio. Дебютира по Paramount+ с първите си 10 епизода на 11 ноември 2022 г.

## Актьорски състав
- Сидни Микайла – Роби Малто
- Зион Броаднакс – Морган Вайълет „Мо“ Малто
- Катрийн Кавари – Туитч Малто
- Зино Робинсън – Траш Малто
- Дани Пюди – Бъмбълбий
- Бени Латам – Дороти „Дот“ Малто
- Джон Джон Брайънес – д-р Алекс Малто
- Алън Тюдик – Оптимус Прайм
- Рори Макaн – Мегатрон
- Сиси Джоунс – Елита-1
- Дийдрик Бейдър – Мандроид

## В България
В България сериалът се излъчва премиерно на 28 ноември 2022 г. по Nicktoons и Nickelodeon. Дублажът е нахсинхронен в студио „Про Филмс“.
| Роля     | Изпълнител      |
| -------- | --------------- |
| Роби     | Боян Николов    |
| Мо       | Жана Донева     |
| Туитч    | Деа Майсторска  |
| Траш     | Христо Стефанов |
| Дот      | Нина Гавазова   |
| Алекс    | Христо Димитров |
| Уил Джак | Камен Асенов    |